# Корсетник

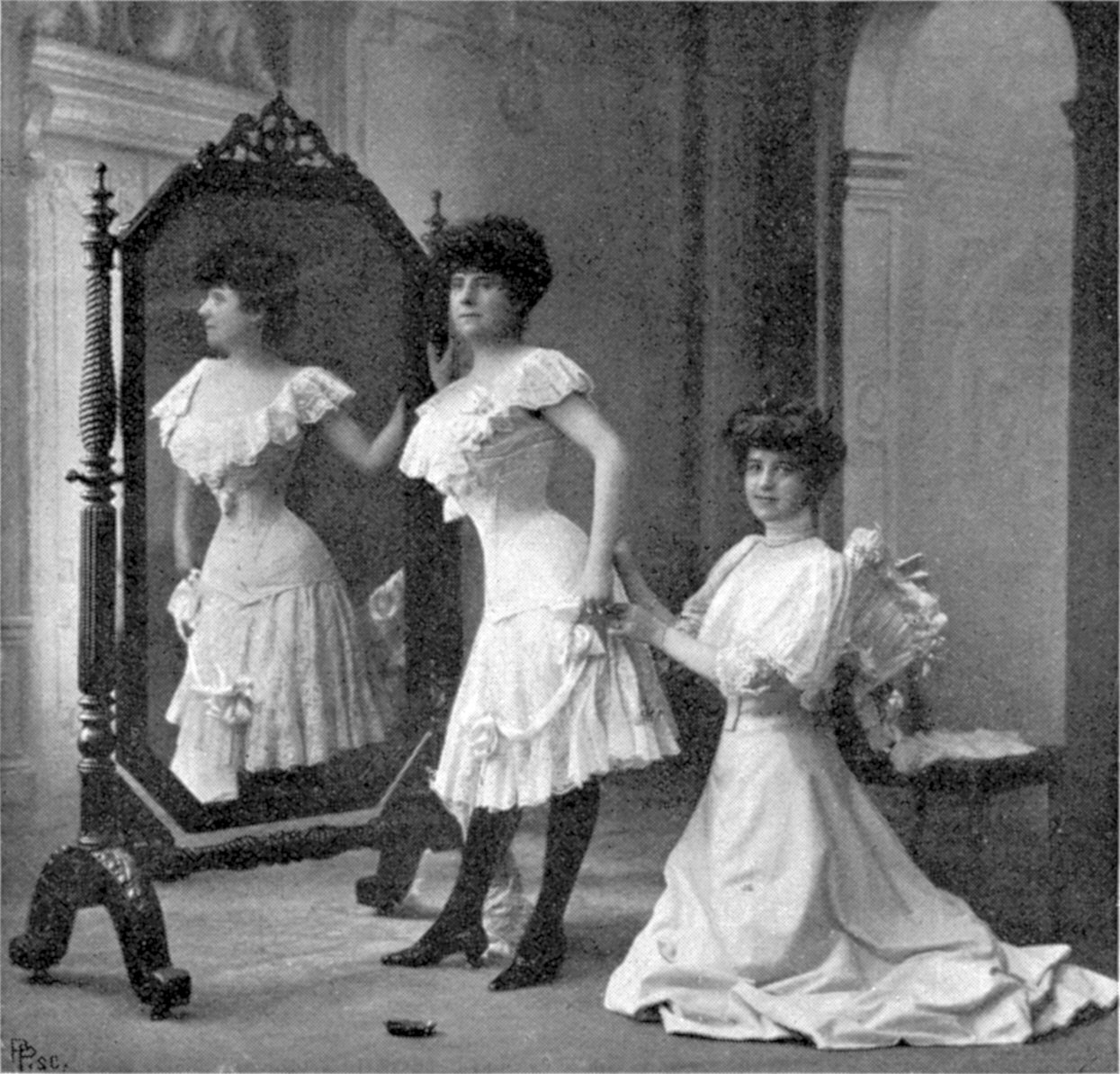
Примерка в парижском корсетном магазине, фотография 1906 года.

Корсе́тник, корсетница или корсетный мастер (фр. corsetier, corsetière) — профессия мастера по производству корсетов.
Ремесло существовало с XVI века; очень быстро организовалось в отдельный цех. Поначалу оставалось чисто мужским, женщины были допущены к производству корсетов лишь с 1675 года. Вначале при шитье корсетов употребляли пластинки из китового уса (фр. Corps à baleines). «Энциклопедия» д’Аламбера и Дидро посвятила целую статью техникам производства корсетов, — с чертежами и различными моделями.